# SYBEX-Verlag

SYBEX ist ein eingetragenes Markenzeichen der John Wiley & Sons Inc.

Die SYBEX-Verlags- und Vertriebs-GmbH, kurz SYBEX-Verlag, ist eine Marke der John Wiley & Sons-Verlagsgruppe. Seit Herbst 2010 ist auch das deutschsprachige Sybex-Programm Teil des Wiley-VCH Verlages.
Der SYBEX-Verlag mit Sitz in Düsseldorf besteht seit 1981 und gehört neben Markt & Technik und dem ehemaligen Verlag Data Becker zu den bekanntesten und ältesten Computerbuchverlagen in Deutschland. Außer Büchern werden auch Software aus den Bereichen Office, Multimedia und Spiele angeboten. Zielgruppe sind vor allem Privatanwender.

## Produkte (Auszug)
| Jahr | Produkt      | Kategorie         | Systeme                        |
| ---- | ------------ | ----------------- | ------------------------------ |
| 1985 | StarTexter   | Textverarbeitung  | Atari 8-bit, C64, C128, MS-DOS |
| 1986 | StarDatei    | Datenverarbeitung | C64                            |
| 1986 | Star Painter | Grafiksoftware    | C64, C128                      |